# 烏戈爾西克
50°9′14″N 25°54′38″E / 50.15389°N 25.91056°E
烏霍爾斯克（烏克蘭語：Угорськ）是位於烏克蘭西部特諾皮爾州裏克列梅涅茨區的村莊，始建於1545年，面積3.18平方公里，2001年人口677，人口密度每平方公里213.1人。